# Abellerol escarlata meridional
L'abellerol escarlata meridional (Merops nubicoides) és una espècie d'ocell de la família dels meròpids (Meropidae) i de l'ordre dels coraciformes (Coraciiformes), que habita la zona afrotròpica al sud de l'equador, des de Namíbia fins a Gabon, Zaire oriental i Kenya. És una espècie migratòria que cria entre agost i novembre a Zimbàbue; després, passa l'estiu austral a Sud-àfrica, i en març marxa cap a l'Àfrica equatorial.
Abans, es considerava que l'abellerol escarlata (Merops nubicus) era una espècie formada per dues subespècies: l'abellerol escarlata septentrional (M. nubicus nubicus) i l'abellerol escarlata meridional (M. nubicus nubicoides). Avui es considera que són espècies diferents.
Els dos abellerols carmesí són molt semblants. La diferència més notable és el color del plomatge a la gola, blau verdós en l'espècie septentrional i carmesí en la meridional.